# Gustav Tetzner
Gustav Tetzner (23. března 1813 – 20. června 1867 Jirkov) byl rakouský podnikatel a politik německé národnosti z Čech, v 60. letech 19. století poslanec Českého zemského sněmu.

## Biografie
Byl majitelem přádelny bavlny v Jirkově a v Mariánském Údolí. Zasedal v obchodní a živnostenské komoře v Chebu.
Po obnovení ústavního systému vlády počátkem 60. let se zapojil i do politického života. V zemských volbách v Čechách roku 1861 byl zvolen na Český zemský sněm, kde zastupoval kurii obchodních a živnostenských komor, obvod Cheb. Mandát obhájil v zemských volbách v Čechách v lednu 1867.
Zemřel v červnu 1867.